# ژان لویی لیما
ژان لویی لیما (انگلیسی: Jean-Louis Lima؛ زادهٔ ۲۶ اوت ۱۹۶۷) بازیکن فوتبال اهل فرانسه است.